# Condecoracions del Regne Unit

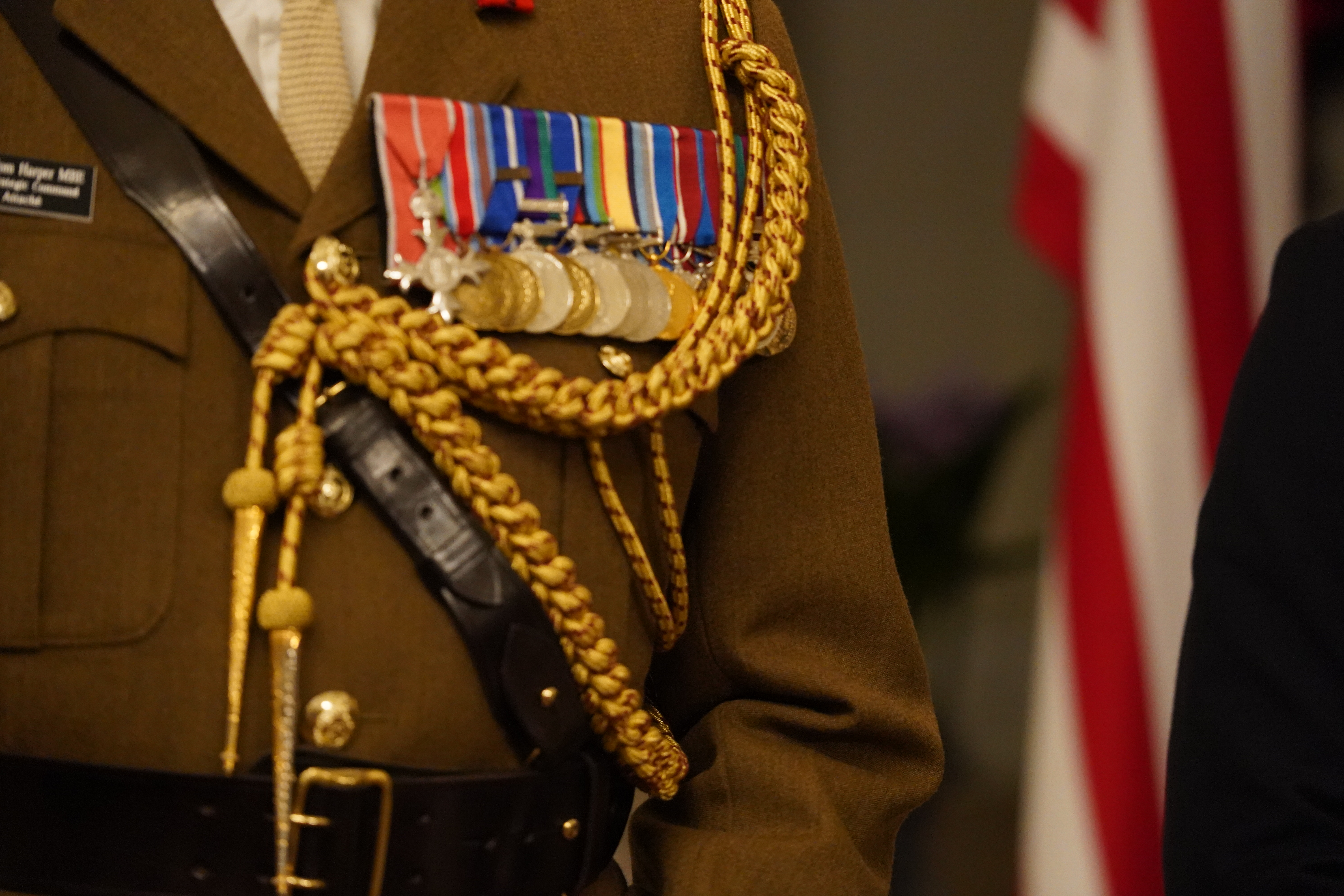
Medalles i aiguillette lluïdes per un official de l'Exèrcit britànic

Les Forces Armades Britàniques reconeixen el servei i els èxits personals dels individus mentre són membres de la Royal Navy, l'Exèrcit o la Royal Air Force amb l'atorgament de diversos premis i condecoracions.
Juntament amb les insígnies de rang i qualificació, aquests premis són un mitjà per mostrar exteriorment els aspectes més destacats de la carrera d'un militar.

## Ordre de lluïment
Tots els serveis utilitzen un ordre de lluïment comú, d'acord amb l'ordre de lluïment del 2019:
1. La Creu Victòria i la Creu de Jordi
2. Ordes del Regne Unit
3. Condecoracions del Regne Unit
4. Orde de Sant Joan (totes les classes)
5. Medalles del Regne Unit per Valentia i per Servei Distingit
6. Medalles de Campanya i Servei Operatiu del Regne Unit (incloses les medalles autoritzades de les Nacions Unides i les medalles d'altres organitzacions internacionals reconegudes). Portades per ordre de data de concessió
7. Medalles Polars del Regne Unit
8. Medalles de la Policia del Regne Unit per Servei Valuós
9. Medalles del Jubileu , la Coronació i Durbar del Regne Unit
10. Premis de llarga durada i eficiència
11. Ordres, condecoracions i medalles de la Commonwealth instituïdes pel sobirà. Es porten per ordre de data de concessió.
12. Ordres, condecoracions i medalles de la Commonwealth instituïdes des del 1949 per altres motius que no siguin el sobirà (incloses les dels estats de Malàisia i l'estat de Brunei) . Es porten per ordre de data de concessió.
13. Comandes estrangeres. Si s'aprova el seu ús, es porta per ordre de data d'atorgament.
14. Condecoracions estrangeres . Si s'aprova el seu ús, s'han de portar per ordre de data de concessió.
15. Medalles estrangeres. Si s'aprova el seu ús, s'han de portar per ordre de data de concessió.

Les medalles del Jubileu, la Coronació i la Durbar es van portar abans de les medalles de campanya fins al novembre de 1918, després de la qual cosa es va canviar l'ordre de portada, i ara es porten després de les medalles de campanya i abans dels premis per a llargs serveis.

## Màximes distincions al Valor
- Creu Victòria - Victoria Cross
- Creu de Jordi - George Cross

## Ordes de Cavalleria
- Orde de la Lligacama - Order of the Garter
- Orde del Card - Order of the Thistle
- Orde de Sant Patrici - Order of St Patrick
- Orde del Bany - Order of the Bath
- Orde del Mèrit - Order of Merit
- Orde de l'Estrella de l'Índia - Order of the Star of India
- Orde de Sant Miquel i Sant Jordi - Order of St Michael and St George
- Orde de l'Imperi Indi - Order of the Indian Empire
- Orde Reial de Victòria i Albert - Royal Order of Victoria and Albert
- Orde de la Corona de l'Índia – Order of the Crown of India
- Reial Orde Victorià - Royal Victorian Order
- Orde de l'Imperi Britànic – Order of the British Empire
- Orde dels Companys d'Honor - Order of the Companions of Honour
- Orde del Servei Distingit - Distinguished Service Order
- Orde del Servei Imperial – Imperial Service Order
- Collar Reial Victorià - Royal Victorian Chain
- Orde Indi del Mèrit - Indian Order of Merit
- Orde de Sant Joan - Order of St John

## Distincions per Valentia i Servei Distingit

### Creus per Valentia i Servei Distingit
- Creu per la Valentia Demostrada - Conspicuous Gallantry Cross
- Creu Roja Reial - Royal Red Cross
- Creu del Servei Distingit - Distinguished Service Cross
- Creu Militar - Military Cross
- Creu dels Vols Distingits - Distinguished Flying Cross
- Creu de la Força Aèria - Air Force Cross
- Orde de l'Índia Britànica - Order of British India
- Orde de Birmània - Order of Burma
- Medalla Kaisar-i-Hind - Kaisar-i-Hind Medal

### Medalles per Valentia i Servei Distingit
- Medalla de la Reina de la Unió de Sud-àfrica per Valentia - Union of South Africa Queen's Medal for Bravery
- Medalla de la Conducta Distingida - Distinguished Conduct Medal
- Medalla per la Valentia Demostrada - Conspicuous Gallantry Medal
- Medalla per la Valentia Demostrada (Volant) - Conspicuous Gallantry Medal (Flying)
- Medalla de Jordi - George Medal
- Medalla de la Reina per a la Policia per Valentia - Queen's Police Medal for Gallantry
- Medalla de la Reina del Servei pel Bombers per Valentia - Queen's Fire Service Medal for Gallantry
- Medalla dels Fusellers Africans del Rei per Conducta Distingida - King's African Rifles Distinguished Conduct Medal
- Medalla Índia del Servei Distingit - Indian Distinguished Service Medal
- Medalla del Servei Distingit - Distinguished Service Medal
- Medalla Militar - Military Medal
- Medalla dels Vols Distingits - Distinguished Flying Medal
- Medalla de la Força Aèria - Air Force Medal
- Medalla de la Policia (Irlanda) - Constabulary Medal (Ireland)
- Medalla per salvar vides al mar - Medal for Saving Life at Sea
- Medalla de la Policia Índia per Valentia - Indian Police Medal for Gallantry
- Medalla de la Policia de Ceilan per Valentia - Ceylon Police Medal for Gallantry
- Medalla de la Policia Colonial per Valentia - Colonial Police Medal for Gallantry
- Medalla de la Reina per Valentia - Queen's Gallantry Medal
- Medalla de l'Imperi Britànic - British Empire Medal
- Medalla de la Reina per a la Policia pel Servei Distingit - Queen's Police Medal for Distinguished Service
- Medalla de l'Imperi per Gallardia - Empire Gallantry Medal
- Medalla de la Reina per Caps - Queen's Medal for Chiefs
- Medalla d'Albert per salvar vides - Albert Medal for Lifesaving

## Medalles de Campanyes
- Medalla d'Or de l'Exèrcit – Army Gold Medal
- Creu d'Or de l'Exèrcit – Army Gold Cross
- Medalla Naval del Servei General 1793-1840 – Naval General Service Medal 1793-1840
- Medalla del Servei Militar General 1793-1814 – Military General Service Medal 1793-1814
- Medalla de Waterloo - Waterloo Medal
- Medalla de Ceilan - Ceylon Medal
- Medalla del Nepal - Nepal Medal

### Època Victoriana
- Medalla de l'Exèrcit de l'Índia - Army of India Medal
- Medalla de Birmània - Burma medal
- Medalla de Ghunzee – Ghunzee Medal
- Medalla de Jallalabad – Jallalabad Medal
- Medalla de Scinde – Scinde Medal
- Estrella de Gwalior - Gwalior Star
- Medalla de la Defensa de Kelat-I-Ghilzie – Medal for the Defence of Kelat-I-Ghilzie
- Medalla de Candahar, Ghuznee i Cabul - Candahar, Ghuznee, Cabul Medal
- Medalla de Sutlej – Sutlej Medal
- Medalla de la Guerra de la Xina (1842) – China War Medal (1842)
- Medalla del Punjab – Punjab Medal
- Medalla del Servei General a l'Índia 1854-95 – India General Service Medal 1854-95
- Medalla de Crimea – Crimean Medal
- Medalla del Bàltic – Baltic Medal
- Medalla del motí de l'Índia – Indian Mutiny Medal
- Medalla de la 2a Guerra de la Xina – 2nd China War Medal
- Medalla de la Guerra de Nova Zelanda – New Zealand War Medal
- Medalla de la Guerra d'Abissínia – Abyssinian War Medal
- Medalla de la Companyia Britànica de Sud-àfrica British South Africa Company Medal
- Medalla d'Aixanti – Ashantee Medal
- Medalla de l'Afganistan – Afghanistan Medal
- Estrella de Kabul a Kandahar – Kabul to Kandahar Star
- Medalla del Servei General al Cap de Bona Esperança – Cape of Good Hope General Service Medal
- Medalla d'Egipte – Egypt Medal
- Medalla del Servei General al Canadà - Canada General Service Medal
- Medalla de l'Àfrica Oriental i Occidental – East and West Africa Medal
- Medalla de Sud-àfrica - South Africa Medal
- Medalla de l'Àfrica Central – Central Africa Medal
- Medalla de l'Índia – India Medal
- Estrella d'Aixanti – Ashanti Star
- Medalla de la Reina del Sudan - Queen's Sudan Medal
- Medalla de l'Àfrica Oriental i Central – East and Central Africa Medal
- Medalla de la Reina de Sud-àfrica 1899-1902 - Queen's South Africa Medal 1899-1902

### Eduard VII
- Medalla del Rei de Sud-àfrica 1901-1902 - King's South Africa Medal 1901-1902
- Medalla de la Reina de la Mediterrània 1899-1902 - Queen's Mediterranean Medal 1899-1902
- Medalla del Transport 1899-1902 - Transport Medal 1899-1902
- Medalla de la 3a Guerra de la Xina – 3rd China War Medal
- Medalla d'Ashanti 1900 -
- Medalla del Servei General a l'Àfrica - Africa General Service Medal
- Medalla del Tibet - Tibet Medal
- Medalla de la Rebel·lió dels Natius de Natal - Natal Native Rebellion Medal
- Medalla del Servei General a l'Índia (1909) - India General Service Medal 1909

### Primera Guerra Mundial i Període d'Entreguerres
- Estrella de 1914 - 1914 Star
- Estrella de 1914-15 – 1914-15 Star
- Medalla Britànica de la Guerra 1914-20 – British War Medal 1914-20
- Medalla de Guerra de la Marina Mercant – Mercantile Marine War Medal
- Medalla de la Victòria 1914-1918 - Victory Medal 1914-18
- Medalla de Guerra de la Força Territorial - Territorial Force War Medal
- Medalla Naval del Servei General 1915-62 – Naval General Service Medal 1915-62
- Medalla del Servei General (1918) – General Service Medal (1918)
- Medalla del Servei General a l'Índia 1936-39 – India General Service Medal 1936-39

### Segona Guerra Mundial
- Estrella de 1939-45 - 1939-45 Star
- Estrella de l'Atlàntic - Atlantic Star
- Estrella de les Tripulacions Aèries d'Europa - Air Crew Europe Star
- Estrella d'Àfrica - Africa Star
- Estrella del Pacífic - Pacific Star
- Estrella de Birmània - Burma Star
- Estrella d'Itàlia - Italy Star
- Estrella de França i Alemanya - France and Germany Star
- Estrella de l'Àrtic - Artic Star
- Medalla de la Defensa - Defence Medal
- Medalla de la Guerra 1939-1945 - War Medal 1939-1945

### Després de la Segona Guerra Mundial
- Medalla de Corea 1950-53 - Korea Medal 1950-53
- Medalla de les Proves Nuclears - Nuclear Test Medal (1952–1967)
- Medalla del Servei General 1962 - General Service Medal 1962
- Medalla de Rhodèsia - Rhodesia Medal
- Medalla de l'Atlàntic Sud 1982 - South Atlantic Medal 1982
- Medalla de la Guerra del Golf - Gulf War Medal

### Segle XXI
- Medalla del Servei Operatiu: Sierra Lleona - Operational Service Medal: Sierra Leone
- Medalla del Servei Operatiu: Afganistan - Operational Service Medal: Afghanistan
- Medalla del Servei Operatiu: República del Congo - Operational Service Medal: Democratic Republic of the Congo
- Medalla d'Iraq - Iraq Medal
- Medalla del Servei Acumulat de Campanya - Accumulated Campaign Service Medal
- Medalla del Servei de Reconstrucció de l'Iraq - Iraq Reconstruction Service Medal 2004-2013
- Medalla del Servei Civil (Afganistan) - Civilian Service Medal (Afghanistan) 2011–present
- Medalla de l'Èbola pel Servei a l'Àfrica Occidental - Ebola Medal for Service in West Africa 2014–2016
- Medalla del Servei General 2008 - General Service Medal (2008)
- Medalla del Servei Operatiu a Iraq i Síria - Operational Service Medal Iraq and Syria (2016–present)
- Medalla Humanitària - Humanitarian Medal
- Medalla del Servei Més Ampli - Wider Service Medal

## Medalles Polars
- Medalla Polar 1818-48 – Polar Medal 1818-48
- Medalla Polar 1875-6 - Polar Medal 1875-6
- Medalla Polar 1904 - Polar Medal 1904

## Medalles de les independències nacionals
- Medalla Commemorativa de la Unió Sud-Africana - Union of South Africa Commemoration Medal (1910)
- Medalla de la Independència Índia - Indian Independence Medal (1947)
- Medalla del Pakistan - Pakistan Medal (1947)
- Medalla de la Inauguració dels Serveis Armats de Ceilan - Ceylon Armed Services Inauguration Medal (1955)
- Medalla de la Independència de Sierra Leone - Sierra Leone Independence Medal (1961)
- Medalla de la Independència de Jamaica - Jamaica Independence Medal
- Medalla de la Independència de Nigèria - Nigerian Independence Medal (1960)
- Medalla de la Independència d'Uganda - Uganda Independence Medal (1962)
- Medalla de la Independència de Malawi - Malawi Independence Medal (1964)
- Medalla de la Independència de Fiji - Fiji Independence Medal (1970)
- Medalla de la Independència de Papua Nova Guinea - Papua New Guinea Independence Medal
- Medalla de la Independència de les illes Salomó - Solomon Islands Independence Medal (1978)

## Medalles de Coronacions i Jubileus
- Medalla del Jubileu d'Or de la Reina Victòria 1887 – Queen Victoria's Golden Jubilee Medal 1887
- Medalla del Jubileu de Diamant de la Reina Victòria 1897 – Queen Victoria's Diamond Jubilee Medal 1897
- Medalla de la Coronació del Rei Eduard VII 1902 - King Edward VII's Coronation Medal 1902
- Medalla de la Coronació del Rei Jordi V 1911 - George V Coronation Medal 1911
- Medalla del Jubileu de Plata del Rei Jordi V 1935 - King George V's Silver Jubilee Medal 1935
- Medalla de la Coronació del Rei Jordi VI 1937 - King George VI's Coronation Medal 1937
- Medalla de la Coronació de la Reina Elisabet II 1953 - Queen Elizabeth II's Coronation Medal 1953
- Medalla del Jubileu de Plata de la Reina Elisabet II 1977 - Queen Elizabeth II's Silver Jubilee Medal 1977
- Medalla del Jubileu d'Or de la Reina Elisabet II 2002 - Queen's Golden Jubilee Medal 2002
- Medalla del Jubileu de Diamant de la Reina Elisabet II 2012 - Queen Elizabeth II Diamond Jubilee Medal 2012
- Medalla del Jubileu de Platí de la Reina Elisabet II 2022 - Queen Elizabeth II Platinum Jubilee Medal 2022
- Medalla de la Coronació del Rei Carles III - King Charles III Coronation Medal

## Medalles estrangeres o internacionals

### Medalles internacionals de campanya
Es llueixen juntament amb la resta de medalles de campanya del Regne Unit segons la data de concessió.
- Medalla de les Nacions Unides pel Servei a Corea - UN Korea Medal
- Medalla de les Nacions Unides per ONUC - United Nations Service Medal for ONUC
- Medalla de les Nacions Unides per UNFICYP - United Nations Service Medal for UNFICYP
- Medalla de les Nacions Unides per UNTAG - United Nations Service Medal for UNTAG
- Medalla de les Nacions Unides pel Servei Especial - United Nations Special Service Medal
- Medalla de les Nacions Unides per UNIKOM - United Nations Service Medal for UNIKOM
- Medalla de les Nacions Unides per MINURSO - United Nations Service Medal for MINURSO
- Medalla de la Comunitat Europea per la Missió de Monitoratge - European Community Monitor Mission Medal
- Medalla de les Nacions Unides per UNAMIC - United Nations Service Medal for UNAMIC
- Medalla de les Nacions Unides per UNPROFOR - United Nations Service Medal for UNPROFOR
- Medalla de les Nacions Unides per UNTAC - United Nations Service Medal for UNTAC
- Medalla de l'OTAN per l'antiga Iugoslàvia - NATO Former Republic of Yugoslavia Medal
- Medalla de la Missió Occidental de la Unió Europa - Western European Union Mission Service Medal
- Medalla de les Nacions Unides per UNOMIG - United Nations Service Medal for UNOMIG
- Medalla de les Nacions Unides per UNAMIR - United Nations Service Medal for UNAMIR
- Medalla de les Nacions Unides per UNAVEM 3 - United Nations Service Medal for UNAVEM 3
- Medalla de les Nacions Unides per UNTAES - United Nations Service Medal for UNTAES
- Medalla de les Nacions Unides per UNOMSIL - United Nations Service Medal for UNOMSIL
- Medalla de l'OTAN per Kosovo - NATO Kosovo Medal Medal
- Medalla de les Nacions Unides per UNAMET - United Nations Service Medal for UNAMET
- Medalla de les Nacions Unides per UNMIK - United Nations Service Medal for UNMIK
- Medalla de les Nacions Unides per UNAMSIL - United Nations Service Medal for UNAMSIL
- Medalla de les Nacions Unides per UNTAET - United Nations Service Medal for UNTAET
- Medalla de les Nacions Unides per MONUC - United Nations Service Medal for MONUC
- Medalla de les Nacions Unides per UNMEE - United Nations Service Medal for UNMEE
- Medalla de l'OTAN per Macedònia del Nord - NATO North Macedonia Medal
- Medalla de l'OTAN pels Balcans - NATO Medal for the Balkans
- Medalla del Servei Comú de Seguretat i Defensa - Operació Althea - Common Security and Defence Policy Service Medal Op Althea

### Ordes de la Commonwealth
Portades a continuació de les distincions del Regne Unit.

### Medalles de la Commonwalth
Portades a continuació dels Ordes de la Commonwealth.

### Medalles de campanya i commemoratives de la Commonwealth
- Medalla del Servei General (Brunei) - Brunei General Service Medal
- Medalla del Servei Actiu (Malàisia) - Malaya Active Service Medal
- Medalla de Campanya (Kenya) - Kenya Campaign Medal
- Medalla de Campanya (Oman) - Campaign Medal (Oman)
- Medalla del Servei General (Malàisia) - Malaysia General Service Medal
- Medalla UNITAS (Sud-àfrica)- UNITAS Medal (Republic of South Africa)
- Medalla de la Força Internacional del Timor Oriental - International Force East Timor Medal
- Medalla del 50è Aniversari de la Creu de Jordi a Malta - Malta George Cross Fiftieth Anniversary Medal

### Ordes estrangers
Lluïts a continuació de les distincions de la Commonwealth

### Medalles estrangeres
Lluïdes a continuació dels ordes estrangers

### Condecoracions i medalles que poden acceptar-se però no lluir-se
- Medalla de l'OTAN pel Servei Meritori - NATO Meritorious Service Medal
- Pingat Jasa Malaysia
- Medalla per l'Alliberament de Kuwait (Aràbia Saudita) - Kuwait Liberation Medal (Saudi Arabia)
- Medalla per l'Alliberament de Kuwait (Kuwait) - Kuwait Liberation Medal (Kuwait)
- Medalla pel Servei Actiu a ENDEAVOUR - NATO Medal for Service on Op ACTIVE ENDEAVOUR
- Medalla de l'OTAN pel Servei a Op EAGLE ASSIST - NATO Medal for Service on Op EAGLE ASSIST
- Medalla Comú del Servei de Seguretat i Política de Defensa (op. Artemis) - Common Security and Defence Policy Service Medal - Op Artemis